# Фола
«Фола» (фр. CS Fola Esch) — люксембурзький футбольний клуб із Еша, заснований 1906 року. Виступає у найвищому дивізіоні Люксембургу.

## Досягнення
Чемпіонат Люксембургу
- Чемпіон (8): 1917—18, 1919—20, 1921—22, 1923—24, 1929—30, 2012—13, 2014—15, 2020—21
- Срібний призер (11): 1916—17, 1918—19, 1920—21, 1928—29, 1948—49, 1953—54, 1954—55, 2010—11, 2013—14, 2015—16, 2018—19

Кубок Люксембургу
- Володар кубка (3): 1922—23, 1923—24, 1954—55
- Фіналіст (2): 1972—73, 2016—17

## Виступи в єврокубках
| Сезон   | Змагання               | Раунд | Клуб          | Вдома | На виїзді | В сукупності |
| ------- | ---------------------- | ----- | ------------- | ----- | --------- | ------------ |
| 1973–74 | Кубок володарів кубків | 1Р    | Берое         | 0–7   | 1–4       | 1–11         |
| 2011–12 | Ліга Європи            | 1КР   | Ельфсборг     | 1–1   | 0–4       | 1–5          |
| 2013–14 | Ліга чемпіонів         | 2КР   | Динамо Загреб | 0–5   | 0–1       | 0–6          |
| 2014–15 | Ліга Європи            | 1КР   | Гетеборг      | 0–2   | 0–0       | 0–2          |
| 2015–16 | Ліга чемпіонів         | 2КР   | Динамо Загреб | 0–3   | 1–1       | 1–4          |
| 2016–17 | Ліга Європи            | 1КР   | Абердин       | 1–0   | 1–3       | 2–3          |
| 2017–18 | Ліга Європи            | 1КР   | Мілсамі       | 2–1   | 1–1       | 3–2          |
| 2017–18 | Ліга Європи            | 2КР   | Інтер Баку    | 4–1   | 0–1       | 4–2          |
| 2017–18 | Ліга Європи            | 3КР   | Естерсунд     | 1–2   | 0–1       | 1–3          |
| 2018–19 | Ліга Європи            | 1КР   | Приштина      | 0–0   | 0–0       | 0–0 (5–4 п)  |
| 2018–19 | Ліга Європи            | 2КР   | Генк          | 1–4   | 0–5       | 1–9          |
| 2019–20 | Ліга Європи            | 1КР   | Чихура        | 1–2   | 1–2       | 2–4          |